# HiperLAN
 (3 avril 2018).
Sa qualité peut être largement améliorée en utilisant un vocabulaire plus directement compréhensible.
HiperLAN (ou HIgh PERformance radio Local Area Network) est un standard européen de télécommunications créé et publié en 1996 par l'ETSI (European Telecommunications Standards Institute) et développé par le groupe technique BRAN (Broadband Radio Access Networks). Ce standard était une alternative au groupe de normes IEEE 802.11 plus connues sous la dénomination Wi-Fi.

## Description
HiperLAN fut élaboré par un comité de chercheurs au sein même de l’ETSI et la norme ratifiée durant l’été 1996. L’HiperLAN est très orienté routage ad hoc, c’est-à-dire, si un nœud destinataire est, ou devient hors de portée de réception du signal qui lui est adressé, au moins un nœud intermédiaire se charge automatiquement de prendre le relais pour acheminer les données à bon port (les routes sont régulièrement et automatiquement recalculées). L’HiperLAN est totalement ad hoc, il ne requiert aucune configuration, aucun contrôleur central. Opérant avec un débit théorique maximum de 23,5 Mb/s dans une bande passante dédiée comprise entre 5,1 GHz et 5,3 GHz, l’HiperLAN n'a jamais reçu de soutien de la part des leaders du marché des composants RLR.

## HiperLAN2
HiperLAN2 basée sur la technique de modulation OFDM – Orthogonal Frequency Division Multiplexing - est une évolution d'HiperLAN et une alternative à la norme IEEE 802.11a (Wi-Fi). Elle visait le marché des réseaux sans fil ATM (Asynchronous Transfer Mode). Opérant dans une bande passante comprise entre 5,4 GHz et 5,7 GHz, cette norme spécifie la possibilité d’établir des communications à différents débits de 6, 9, 12, 18, 27, 36 Mb/s et 54 Mb/s. Outre le transport des cellules ATM, l’HiperLAN2 sait également véhiculer la vidéo, les paquets IP, les paquets Firewire IEEE 1394 et la voix numérisée des téléphones cellulaires. La norme HiperLAN2, publiée en 2000, bénéficiait en France du soutien de l’Autorité de Régulation des Télécommunications (ART).